# Ꙋ̆
L’ouk brève (majuscule : Ꙋ̆, minuscule : ꙋ̆) est une lettre de l'alphabet cyrillique qui a été utilisée en roumain écrit avec l’alphabet cyrillique roumain au XIXe siècle. Elle est composée d’un monogramme ouk avec une brève.

## Utilisation
Ion Heliade Rădulescu utilise l’ouk brève dans son orthographe du roumain écrit avec l’alphabet cyrillique roumain, notamment dans sa grammaire roumaine Гръматиікъ ромѫнеаскъ [Gramatica românească] publiée en 1828.

## Représentation informatique
La lettre ouk brève peut être représentée avec les caractères Unicodes suivants (Cyrillique étendu B, Diacritiques) :
| formes    | représentations | chaînes de caractères | points de code | descriptions                                                 |
| --------- | --------------- | --------------------- | -------------- | ------------------------------------------------------------ |
| capitale  | Ꙋ̆               | Ꙋ◌̆                    | U+A64A U+0306  | lettre majuscule cyrillique monogramme ouk diacritique brève |
| minuscule | ꙋ̆               | ꙋ◌̆                    | U+A64B U+0306  | lettre minuscule cyrillique monogramme ouk diacritique brève |

## Sources
- (ro) Абечедаріꙋ пентрꙋ скоалеле елементаре ромънещі̆ де леџеа гр. н. ꙋнітъ дін Ꙋнгаріа ші Банатꙋ̆ [Abecedarĭu pentru scoalele elementare româneştĭ de legea gr. n. unită din Ungaria şi Banatu], Віена, ч. р. едітꙋра де кърці̆ сколастіче,‎ 1857 (lire en ligne)
- (en + sr + ru) Heinz Miklas, Viktor A. Baranov, Zoran Kostić, Viktor Savić, Ralph Cleminson, David Birnbaum et Sebastian Kempgen, Стандард Старословенског Ћириличког Писма = Стандарт Старославянского Кириллического Письма = Standard of the Old Slavic Cyrillic script,‎ 2008 (manuscripts.ru, cirilica.net)
- (ro) Ion Heliade Rădulescu, Гръматиікъ ромѫнеаскъ, Бꙋкꙋрещі,‎ 1828 (lire en ligne)